# Płochacz pstry
Płochacz pstry (Prunella ocularis) – gatunek małego ptaka z rodziny płochaczy (Prunellidae). Zasiedla Bliski Wschód, od Turcji po Turkmenistan; izolowana populacja w południowo-zachodniej części Półwyspu Arabskiego, niekiedy traktowana jako osobny gatunek. Niezagrożony wyginięciem.

## Taksonomia
Gatunek opisał po raz pierwszy Gustav Radde w roku 1884 pod nazwą Accentor ocularis. Holotyp pochodził z Gór Tałyskich na granicy Iranu i Azerbejdżanu. Często bywał łączony w jeden gatunek z płochaczem płowym (P. fulvescens), ale zdaje się być najbliżej spokrewniony z płochaczem czarnogardłym (P. atrogularis). Część systematyków wyróżnia dwa podgatunki – nominatywny i P. o. fagani (płochacz arabski), ale inni (np. IOC czy autorzy HBW) traktują je jako dwa osobne gatunki i uznają P. ocularis za gatunek monotypowy.

## Morfologia
Długość ciała wynosi 14–15 cm. W oryginalnym opisie podano długość dzioba 14 mm, ogona 60 mm, skrzydeł 72 mm, zaś skoku 21 mm; środkowy palec bez pazura mierzy 16 mm. Głowa czarna, widoczna długa biała brew. Gardło szare. Wierzch ciała kasztanowo-czarny. Pierś płowopomarańczowa, zaś brzuch i pokrywy podogonowe białawe. Na bokach występuje delikatnie kasztanowe kreskowanie.

## Zasięg występowania
Południowa i wschodnia Turcja, Armenia, zachodni i południowo-wschodni Azerbejdżan oraz góry północnego, południowo-zachodniego i wschodniego Iranu. Podgatunek P. o. fagani (płochacz arabski) występuje w Jemenie, w południowo-zachodniej części Półwyspu Arabskiego.
Płochacz pstry zasiedla hale i żleby wysokich skalistych gór. Spotykany w przedziale wysokości 1000–3500 m n.p.m.

## Zachowanie
Zazwyczaj przebywa na nagim gruncie wśród krzewów, trzepocąc skrzydłami. Śpiew dzwoniący, podobny jak u pokrzywnicy (Prunella modularis).
Gniazdo mieści się w gęstym krzewie, około 30 cm nad ziemią. Stanowi je kubeczek z patyków i korzeni, grubo wyściełany puchem roślinnym.

## Status
IUCN uznaje płochacza pstrego za gatunek najmniejszej troski (LC, Least Concern). Liczebność światowej populacji, według wstępnych szacunków, mieści się w przedziale 40–130 tysięcy dorosłych osobników. Trend liczebności populacji uznawany jest za stabilny.